# NGC 1444
NGC 1444 (również OCL 394) – gromada otwarta znajdująca się w gwiazdozbiorze Perseusza. Odkrył ją William Herschel 18 grudnia 1788 roku. Jest położona w odległości ok. 3,9 tys. lat świetlnych od Słońca.